# Broadway (groupe)
Pour les articles homonymes, voir Broadway (homonymie).
Broadway, typographié B R OAD WAY, est un groupe de pop français, originaire de Saint-Étienne, dans la Loire.

## Biographie
Le groupe Broadway est formé en 2003 à Saint-Étienne par Jan et Gio puis rejoint quelques mois après par Fabb (chanteur et musicien) et Éric Petrotto (musicien et vidéaste). Le nom du groupe (la seule avenue de Manhattan en diagonale) est déconstruit, en majuscule,. Leur premier album, intitulé 06:06 am, sort en 2004 au label Facto Records.
En 2006, Broadway est une découverte du Printemps de Bourges. Le groupe aime se frotter à des rencontres/expérimentations à travers des projets parallèles, c'est ainsi qu'en 2006, Broadway et Angil (auteur/compositeur stéphanois) décident de s'enfermer 18 jours dans un studio tout fraîchement finalisé pour l'occasion (le studio LA FROM, du label 6am à Rive de Gier). Le défi est de composer, écrire et enregistrer un morceau par jour sans jamais revenir dessus, une piste audio et une piste vidéo[réf. nécessaire]. L'album The John Venture est enregistré en 18 jours[réf. nécessaire], et sort en octobre 2006 sur les labels 6am et We Are Unique Records,. Une tournée dans toute la France, et quelques escapades en Suisse et en Italie feront se rencontrer le public et ce projet original.
Le deuxième album du groupe, Enter the Automaton sort en 2008 sur les labels Jarring Effects et 6am. D'une déconstruction complète des débuts, Broadway commence à laisser une place de plus en plus importante au chant et aux instruments organiques (Fender Rhodes, batteries, guitares, pianos...). En 2009, c’est une deuxième collaboration, cette fois-ci avec le quatuor à corde expérimental, le Quatuor PLI, qui voit le jour. Une commande, une création, de deux concerts uniques pour la salle de musique actuelle Le Fil à Saint-Étienne en collaboration avec la friche La Fabrique à Andrézieux Bouthéon, le tout fixé sur un support discographique, Gang Plank, qui sortira sur les labels InFiné/6am. Cet EP sera mastérisé au studio Abbey Road par Sean Magee.
Broadway, avec un nouveau musicien à ses côtés, le guitariste Laurent Abrial, revient en 2012 avec un album enregistré pendant plus de 7 mois. Solo System Revolution est un retour aux sources de la musique pop,. En parallèle de cette sortie, le groupe crée le Broadway Record Club. Comme cela se faisait auparavant par les labels indépendants[réf. souhaitée], le groupe enregistre avec des amis musiciens des reprises de titres pour rendre hommage à ces morceaux.
Ils continuent par la suite les concerts, dont un notamment à La Nuit des Stéphanois, le samedi 2 octobre 2021, dans leur ville natale.

## Réception critique
Dans sa chronique de 06:06 am Michaël Patin de Magic dit de la musique de Broadway musique qu'elle « ne ressemble à rien de ce que vous avez pu entendre dans votre pâle existence ».

## Membres
- Jan — composition, batterie, guitare, claviers
- Fabb — auteur, batterie, guitare, claviers
- Gio — platines, basse
- Laurent — guitare
- Eric — vidéo, claviers